# HMS Thames (N71)
| «Темза» (N71)                                                                        | «Темза» (N71)                                                                                              | «Темза» (N71)                                                                                              |
| ------------------------------------------------------------------------------------ | --- | --- |
| HMS Thames (N71)                                                                     | | |
|                                                                                      | | |
| Британський підводний човен «Темза»                                                  | | |
| Верф                                                                                 | Vickers-Armstrongs, Барроу-ін-Фернесс                                                                      | Vickers-Armstrongs, Барроу-ін-Фернесс                                                                      |
| Під прапором                                                                         | Велика Британія                                                                                            | Велика Британія                                                                                            |
| Належність                                                                           | Військово-морські сили Великої Британії                                                                    | Військово-морські сили Великої Британії                                                                    |
| На честь                                                                             | річки Темза                                                                                                | річки Темза                                                                                                |
| Замовлення                                                                           | 1 вересня 1930                                                                                             | 1 вересня 1930                                                                                             |
| Закладений                                                                           | 6 січня 1931                                                                                               | 6 січня 1931                                                                                               |
| Спуск на воду                                                                        | 26 січня 1932                                                                                              | 26 січня 1932                                                                                              |
| Введений до складу флоту                                                             | 14 вересня 1932                                                                                            | 14 вересня 1932                                                                                            |
| На службі                                                                            | 1932–1940                                                                                                  | 1932–1940                                                                                                  |
| Девіз                                                                                | «Незважаючи на» (англ. Notwithstanding)                                                                    | «Незважаючи на» (англ. Notwithstanding)                                                                    |
| Загибель                                                                             | 3 серпня 1940 року ймовірно підірвався на мінному полі біля норвезьких берегів та затонув                  | 3 серпня 1940 року ймовірно підірвався на мінному полі біля норвезьких берегів та затонув                  |
| Сучасний статус                                                                      | зниклий безвісти                                                                                           | зниклий безвісти                                                                                           |
| Бойовий досвід                                                                       | Друга світова війна Битва за Атлантику                                                                     | Друга світова війна Битва за Атлантику                                                                     |
| Проєкт                                                                               | | |
| Класифікація ПЧ                                                                      | океанський дизель-електричний підводний човен                                                              | океанський дизель-електричний підводний човен                                                              |
| Тип ПЧ                                                                               | підводний човен флоту типу «Рівер»                                                                         | підводний човен флоту типу «Рівер»                                                                         |
| Вартість                                                                             | > £500 000                                                                                                 | > £500 000                                                                                                 |
| Основні характеристики                                                               | | |
| Швидкість (надводна)                                                                 | 22 вузли (40,7 км/год)                                                                                     | 22 вузли (40,7 км/год)                                                                                     |
| Швидкість (підводна)                                                                 | 10 вузлів (18,6 км/год)                                                                                    | 10 вузлів (18,6 км/год)                                                                                    |
| Робоча глибина занурення                                                             | 90 м | 90 м |
| Гранична глибина занурення                                                           | 150 м | 150 м |
| Дальність плавання                                                                   | 12 000 миль (22 000 км) на швидкості 12 вузлів (надводна) 70 миль (130 км) на швидкості 4 вузли (підводна) | 12 000 миль (22 000 км) на швидкості 12 вузлів (надводна) 70 миль (130 км) на швидкості 4 вузли (підводна) |
| Екіпаж                                                                               | 61 офіцер та матрос                                                                                        | 61 офіцер та матрос                                                                                        |
| Розміри                                                                              | | |
| Довжина найбільша (по КВЛ)                                                           | 105 м | 105 м |
| Ширина корпусу найб.                                                                 | 8,61 м | 8,61 м |
| Середня осадка (по КВЛ)                                                              | 4,85 м | 4,85 м |
| Водотоннажність надводна                                                             | 2 026 тонн                                                                                                 | 2 026 тонн                                                                                                 |
| Водотоннажність підводна                                                             | 2 723 тонни                                                                                                | 2 723 тонни                                                                                                |
| Силова установка                                                                     | | |
| Дизель-електрична: 2 × дизельних двигуни Ricardo PLC з нагнітачем 2 × електродвигуни | | |
| Гвинти                                                                               | 2 | 2 |
| Потужність                                                                           | 8 000-10 000 к. с. (дизельні двигуни) 2 500 к. с. (електродвигуни)                                         | 8 000-10 000 к. с. (дизельні двигуни) 2 500 к. с. (електродвигуни)                                         |
| Озброєння                                                                            | | |
| Артилерія                                                                            | 1 × 102-мм корабельна гармата Mk.XXII                                                                      | 1 × 102-мм корабельна гармата Mk.XXII                                                                      |
| Торпедно- мінне озброєння                                                            | 6 × 533-мм носових торпедних апарати 13 торпед                                                             | 6 × 533-мм носових торпедних апарати 13 торпед                                                             |
| ППО                                                                                  | 2 × зенітні кулемети                                                                                       | 2 × зенітні кулемети                                                                                       |
| Електроніка                                                                          | ASDIC | ASDIC |

«Темза» (N71) (англ. HMS Thames (N71) — військовий корабель, підводний човен типу «Рівер» Королівського військово-морського флоту Великої Британії часів Другої світової війни.

## Історія створення
Підводний човен «Темза» був закладений 6 січня 1931 року на верфі компанії Vickers-Armstrongs у Барроу-ін-Фернессі. 26 січня 1932 року він був спущений на воду, а 14 вересня 1932 року увійшов до складу Королівських ВМС Великої Британії. Човен брав участь у бойових діях на морі в Другій світовій війні, бився біля берегів Європи та у Середземному морі.

## Історія служби
ПЧ «Темза» встиг пройти нетривалий бойовий шлях у Другій світовій війні. У серпні 1939 року підводний човен відкликали з Мальти, де він базувався до внутрішніх вод, і ввели до складу 2-ї підводної флотилії Домашнього флоту. Корабель здійснив кілька бойових походів, шукаючи німецькі підводні човни, рейдери та проривачі блокади. Під час Норвезької кампанії човен входив до сил британського флоту, що протидіяли вторгненню німецького вермахту до Норвегії. У липні 1940 року «Темза» торпедував та затопив німецький міноносець «Лукс», який був частиною ескорту пошкодженого німецького лінкора «Гнейзенау», який переходив із Тронгейма, Норвегія до Кіля, Німеччина.
Після 3 серпня 1940 року «Темза» вважається загиблим, ймовірно човен підірвався на мінному полі біля норвезьких берегів та затонув.